# بن صهيون دينور
بن صهيون دينور ((بالعبرية: בן ציון דינור‏) ولد بن صهيون دينابورگ في 2 يناير 1884، مات 8 يوليو 1973) كان ناشطًا ومعلمًا ومؤرخًا صهيونيًا، و سياسيًا إسرائيليًا.
ولد دينابورگ عام 1884 في خورول في الإمبراطورية الروسية (الآن مقاطعة بولتافا، أوكرانيا).